# Marco Polo II: agli ordini del Khan
Marco Polo II: Agli ordini del Khan (in tedesco: Marco Polo II: Im Auftrag des Khan, in inglese: Marco Polo II: In the Service of the Khan) è un gioco da tavolo in stile tedesco degli autori italiani Daniele Tascini e Simone Luciani, pubblicato nel 2019 da Hans im Glück in Germania e da Giochi Uniti in Italia.
Marco Polo II: Agli ordini del Khan è un il "seguito" del precedente gioco Sulle Tracce di Marco Polo, sempre di Luciani e Tascini, pubblicato nel 2015 dagli stessi editori: ha la stessa ambientazione, si basa sulle stesse meccaniche, modificandole leggermente, ma non si ha bisogno del gioco originale per giocare a questo.

## Ambientazione
Dopo aver viaggiato a Pechino, i viaggi di Marco Polo lo riportano in Occidente al servizio del Khan, inviandoti nei luoghi più lontani del suo impero in cerca di ricchezza e fama.